# Muir of Ord
Muir of Ord (in gaelico scozzese: Am Blàr Dubh) è un villaggio di circa 2.500 abitanti della Scozia nord-orientale, facente parte dell'area amministrativa dell'Highland e della contea tradizionale dell'Inverness-shire.

## Geografia fisica

### Collocazione
Muir of Ord si trova tra Dingwall e Drumnadrochit (rispettuivamente a sud della prima e a nord della seconda), a circa 20 km a nord-ovest di Inverness. Il villaggio è situato a pochi chilometri dalla costa.

## Società

### Evoluzione demografica
Al censimento del 2011, Muir of Ord contava una popolazione pari a 2.555 abitanti. La località ha avuto un incremento demografico rispetto al 2001, quando ne contava 1.812 e al 1991, quando ne contava 1.784.

## Storia
La località si sviluppò nel corso del XIX secolo come parte del villaggio di Tarradale e prende il nome dal Mill of Ord, un mulino in cui fino al 1838 si distillava il whisky illegalmente. Dopo essere stata legalizzata, questa distilleria iniziò a crescere, producendo fino a 80.000 galloni l'anno e divenendo in seguito l'attuale Glen Ord Distillery.

## Luoghi d'interesse
- Tarradale Castle
- Tarradale House

## Sport
A Muir of Ord ha sede il Muir of Ord Golf Club.
La squadra di calcio locale è il Muir of Ord Rovers Football Club.